# François Cluzet
Ne doit pas être confondu avec Cluzel.
François Cluzet, né le 21 septembre 1955 à Paris, est un acteur français.
Il obtient, en 2007, à la suite de son interprétation dans Ne le dis à personne, le César du meilleur acteur, puis l'un des deux premiers rôles dans Intouchables (2011), qui a cumulé plusieurs dizaines de millions d'entrées en Europe.

## Biographie
François Robert Paul Cluzet est né rue des Martyrs dans le 9e arrondissement de Paris et a grandi dans le 7e arrondissement de Paris. Son père Robert Cluzet tient un commerce de journaux puis dirige un laboratoire pharmaceutique, sa mère Janine Allain tient également ce commerce avant de se séparer de son mari alors que François a huit ans. Il a un frère aîné. Il fait ses études secondaires au collège Stanislas.
Il se passionne pour la comédie ; c'est en voyant Jacques Brel dans L'Homme de la Mancha qu'il découvre sa vocation : « J’étais en manque d’amour et d’affection (…) Le déclic s’est produit à onze ans, quand j’ai vu Brel pleurer dans L’Homme de la Mancha et être applaudi à tout rompre. J’ai vu que, contrairement à ce qui se passait chez moi, on pouvait être ému et plaire ». Il entre à dix-sept ans au Cours Simon et suit des leçons chez Jean Périmony, puis Jean-Laurent Cochet qui ont notamment révélé Gérard Depardieu et Fabrice Luchini,.

### Débuts d'acteur et révélation critique (années 1980)
François Cluzet débute sur les planches en 1976. Il fait sa première apparition sur le grand écran en 1980 dans Cocktail Molotov de Diane Kurys. Un an plus tard, il est à l'affiche du Cheval d'orgueil signé Claude Chabrol, un réalisateur qu'il retrouve en 1982 pour Les Fantômes du chapelier.
En 1983, il joue dans L'Été meurtrier de Jean Becker, ce qui lui vaut une nomination au César du meilleur acteur dans un second rôle l'année suivante, tandis qu'il est également en lice pour celui du Meilleur espoir masculin pour son rôle dans Vive la sociale !.
Bénéficiant d'une reconnaissance croissante, François Cluzet collabore ensuite avec quelques-uns des plus importants réalisateurs français, tout en gardant une prédilection pour les œuvres dramatiques : retrouvailles avec Diane Kurys en 1983 pour Coup de foudre, rencontres avec Bertrand Tavernier (tête d'affiche dans Autour de minuit en 1985), Tony Gatlif (Rue du départ, 1985), Claire Denis (Chocolat, 1988), Pierre Jolivet (Force majeure, 1988 et une nouvelle nomination au César du meilleur second rôle masculin), Bertrand Blier (Trop belle pour toi, 1989) ou encore Robert Enrico (La Révolution française). Il est aussi dirigé par Claude Chabrol pour Une affaire de femmes, sorti en 1988.

### Diversification dans le cinéma d'auteur (années 1990)
Durant cette décennie, il poursuit sa collaboration avec le metteur en scène Claude Chabrol pour un rôle de mari torturé par la jalousie dans L'Enfer (1994).
Mais il s'essaye aussi au cinéma international, avec des participations au Prêt-à-porter de Robert Altman et à French Kiss de Lawrence Kasdan.
Puis il revient au cinéma français et à la comédie en 1995 avec Les Apprentis (nomination au César du meilleur acteur) et Enfants de salaud de Tonie Marshall, suivis d'un nouveau Claude Chabrol : Rien ne va plus en 1997.
François Cluzet incarne aussi à plusieurs reprises des rôles d'écrivains tourmentés : Fin août, début septembre d'Olivier Assayas, L'Examen de minuit (1998), et Je suis un assassin (2004).

### Consécration (années 2000)

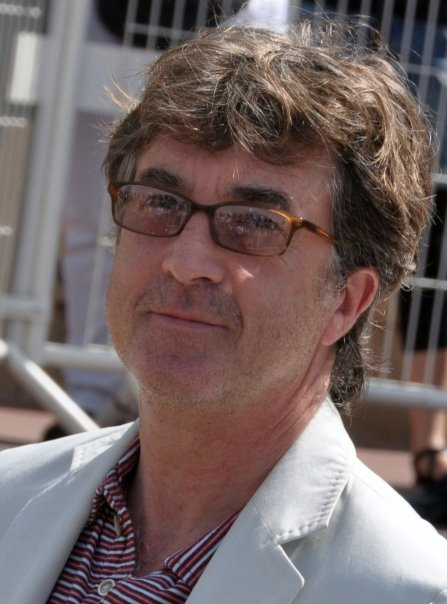
L'acteur au Festival de Cannes 2009, pour la présentation de À l'origine, de Xavier Giannoli.

Après deux décennies passées dans le cinéma d'auteur, il passe à des projets plus populaires, quitte à accepter des seconds rôles.
En 2002, il joue dans le drame L'Adversaire, de Nicole Garcia, ainsi que dans la comédie dramatique Janis et John, de Samuel Benchetrit, où il joue un sosie de John Lennon, puis fait partie de la distribution de la comédie dramatique à succès France Boutique, réalisée par Tonie Marshall.
L'année 2003 le voit tenir un second rôle dans le drame Quand je vois le soleil, de Jacques Cortal et apparaître aussi dans la comédie potache Mais qui a tué Pamela Rose ?, d'Éric Lartigau.
En 2004, il partage l'affiche du drame Je suis un assassin avec Karin Viard et joue un second rôle dans la comédie La cloche a sonné, portée par Fabrice Luchini.
L'année suivante, il revient au cinéma d'auteur pour le drame Le Domaine perdu de Raoul Ruiz, qui traite du coup d'État de 1973 au Chili. Parallèlement, il incarne Napoléon III dans le téléfilm La Forteresse assiégée, diffusé par Arte.
2006 l'impose enfin comme acteur grand public : il surprend par son rôle de champion de F1 sur le retour, touchant et naïf, transi d'amour pour Isabelle Carré dans Quatre étoiles. Surtout, son interprétation d'Alexandre Beck dans le film à suspense Ne le dis à personne, seconde réalisation de l'acteur Guillaume Canet, le remet sur le devant de la scène. Sa performance d'homme traqué lui vaut le César du meilleur acteur 2007.
Cette année-là, il joue dans trois longs-métrages qui passent inaperçus : le film Ma Place au soleil, puis la comédie dramatique La Vérité ou presque, qui lui permet de retrouver Karin Viard. Il fait aussi partie du casting de la comédie de mœurs Détrompez-vous avec Alice Taglioni.
En 2008, il aligne les projets remarqués par la critique mais aussi grand public : le polar Les Liens du Sang, de Jacques Maillot, dont il partage l'affiche avec Guillaume Canet. Puis il fait partie du casting choral de l'attendu Paris, réalisé par Cédric Klapisch. Il tient le premier rôle masculin du drame À l'origine, de Xavier Giannoli.
L'année 2009 le voit porter le drame Le Dernier pour la route, de Philippe Godeau, puis renouer avec le film d'action avec Blanc comme neige, de Christophe Blanc. Il retrouve aussi Guillaume Canet comme réalisateur pour la comédie dramatique Les Petits Mouchoirs, un nouveau succès populaire dans les salles.

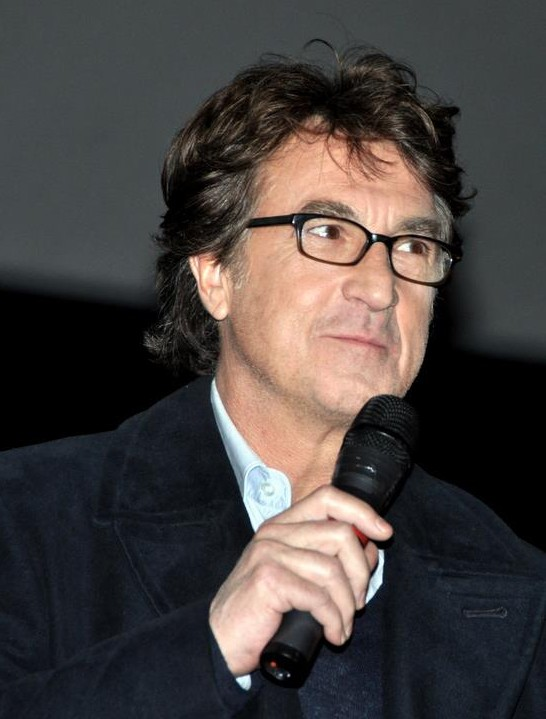
François Cluzet en 2013, lors de l'avant-première de 11.6.

Il confirme en 2011 avec Mon père est femme de ménage, film autobiographique de la romancière Saphia Azzeddine ; puis s'essaie à l'univers du scénariste/réalisateur Emmanuel Mouret. Surtout, il est à l'affiche de la comédie Intouchables, long-métrage réalisé par le duo Olivier Nakache et Éric Toledano, où il incarne un homme handicapé moteur, Philippe Pozzo di Borgo, aux côtés d'Omar Sy (qui connaît déjà très bien Toledano et Nakache). Ce rôle lui donne, dit-il, l'occasion d'aller plus loin dans son métier ; afin de mieux comprendre la situation de ce personnage, et s'assurer que le duo Cluzet/Sy s'entende bien, les réalisateurs et les deux acteurs principaux partent plusieurs jours auprès de Pozzo di Borgo à Essaouira.

### Tête d'affiche du cinéma français (années 2010)

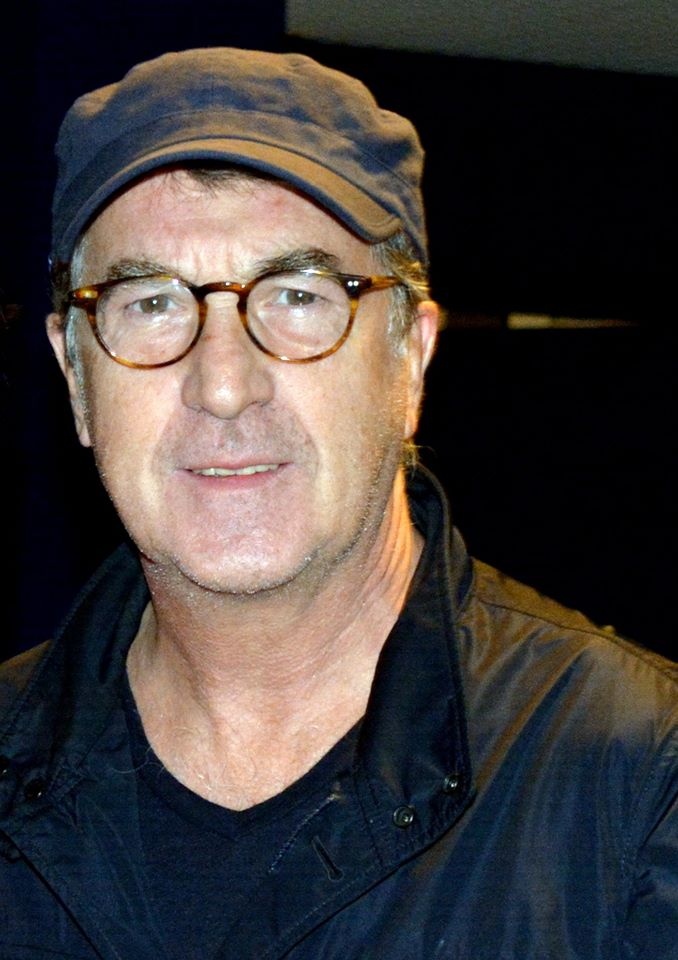
L'acteur en 2017 à l'avant-première de L'École buissonnière.

L'année 2012, il partage l'affiche de la comédie Do Not Disturb avec Yvan Attal, qui officie comme réalisateur.
En 2013, il s'essaie une troisième fois au polar avec 11.6, de Philippe Godeau, où il incarne Toni Musulin. Il porte aussi le drame d'aventures En solitaire, de Christophe Offenstein. Il y incarne Yann Kermadec, un skipper qui s'engage dans la course du Vendée Globe.
L'année 2014 le voit partager l'affiche de la comédie romantique Une rencontre, de Lisa Azuelos, avec Sophie Marceau ; puis former avec Vincent Cassel le tandem central du film de mœurs Un moment d'égarement, réalisé par Jean-François Richet.
En 2016, il tient le rôle-titre du drame Médecin de campagne, troisième long-métrage de Thomas Lilti. Puis l'année suivante, il tient les premiers rôles de deux longs-métrages : le thriller  La Mécanique de l'ombre, puis le drame historique L'École buissonnière, de Nicolas Vanier.
Ses deux films de 2018 passent inaperçus : la comédie dramatique Normandie nue, de Philippe Le Guay, puis le film d'époque Le Collier rouge, de Jean Becker.
En 2019, sort Nous finirons ensemble, où Guillaume Canet le dirige une troisième fois.

### Vie privée

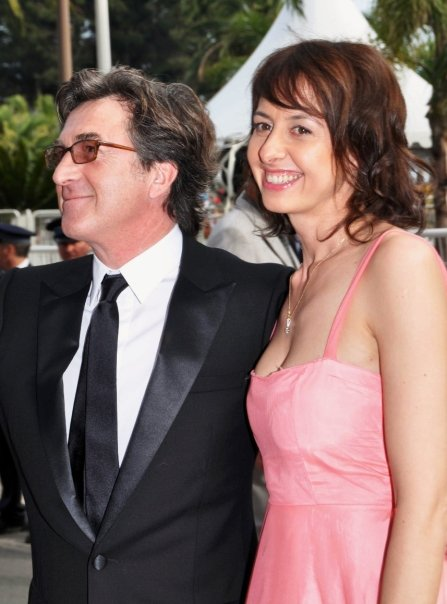
L'acteur au Festival de Cannes 2009, avec son ancienne compagne Valérie Bonneton.

François Cluzet a quatre enfants. Au début des années 1980, il épouse la scénariste puis productrice Chantal Perrin avec qui il a une fille, Blanche, née en 1984.
Plusieurs années plus tard il est le compagnon de Marie Trintignant avec qui il a un fils, Paul, né en 1993. Il vit ensuite durant treize ans avec Valérie Bonneton, avec qui il a deux enfants, Joseph (2001) et Marguerite (2006). C'est lors de la promotion du film de Guillaume Canet, Les Petits Mouchoirs, qu'il précise s'être séparé de Valérie Bonneton.
Le 5 juillet 2011, il épouse Narjiss Slaoui-Falcoz, ancienne directrice de la communication de l'InterContinental Carlton Cannes.

## Prises de positions publiques

### Marie Trintignant et l'aide aux femmes battues
Début octobre 2017, l'acteur est questionné sur sa filmographie, et en particulier sur "Janis et John", le film de Samuel Benchetrit qu'il a tourné aux côtés de Marie Trintignant — son ex-compagne et la mère de son fils Paul, âgé de 24 ans. Il témoigne : "J'ai adoré ça car c'était un film de dingue. Evidemment, c'est le souvenir avec Marie puisqu'elle est morte juste après, assassinée par cet enculé de Cantat". En juin 2015, François Cluzet avait déjà fermement affirmé dans l'émission Thé ou Café qu'il ne pardonnerait jamais à Cantat,. Il confie que ce meurtre, une « tragédie » selon lui, l'a incité à s'investir en faveur d'associations venant en aide aux femmes battues.

### Enseignement
À la rentrée 2023, invité à l'émission C ce soir, il tient vigoureusement la contradiction face au chroniqueur Arthur Chevallier, prenant la défense de la profession d'enseignant, lorsqu'il est questionné sur Un métier sérieux, nouveau film dans lequel il joue le rôle principal, consacré à « la vocation et l’esprit de groupe » et décrivant le « plaisir de transmettre » dans les lycées et collèges.

### Mucoviscidose
Depuis 2004, il est parrain de l'association Vaincre la mucoviscidose en compagnie de l'actrice Isabelle Carré et du chanteur Gérard Lenorman.

### Causes diverses
Concerné par l'engagement en faveur des étrangers en situation irrégulière et la lutte contre le sida, il s'est par ailleurs orienté avec le temps vers l'écologisme.

### Salah Hamouri
Dans l'émission "13h15 le dimanche" du 8 novembre 2009 sur France 2, François Cluzet a spontanément évoqué l'incarcération en Israël depuis quatre ans du jeune avocat Salah Hamouri, citoyen français et gendre de l'ex-député communiste du Val-de-Marne Jean-Claude Lefort, en déplorant un « délit d'opinion »,, après s'être opposé aux colonisations. Saisi d'une plainte du "Bureau national de vigilance contre l'antisémitisme", qui considére comme "fausse et mensongère" cette déclaration car selon lui Salah Hamouri est soupçonné de terrorisme, le CSA a estimé que la chaine n'a pas manqué à ses obligations en matière de déontologie et de maîtrise de l'antenne. Salah Hamouri a salué François Cluzet pour « un choix d'autant plus admirable qu'il a subi par la suite beaucoup de pressions diverses ». Le tribunal administratif de Nancy a invalidé 16 mars 2023 un arrêté préfectoral interdisant, par crainte de troubles à l'ordre public, une conférence sur la Palestine, au cours de laquelle Salah Hamouri, employé d’une ONG de défense des prisonniers palestiniens, devait intervenir.

## Polémiques

### Invitation au château de Versailles
L’Obs et L'Express publient, jeudi 9 mai 2019, une vidéo de 8 minutes qui avait été déposée anonymement sur Youtube concernant le dîner fastueux organisé par Carlos Ghosn au château de Versailles cinq ans plus tôt le 9 mars 2014 pour fêter l'anniversaire de Renault. Les deux journaux précisent que « les enquêteurs » ont mis la main dessus récemment et pu la visionner. La vidéo montre qu'il faisait partie, en mars 2014, des 200 invités à cette soirée, sur laquelle la justice enquête car Carlos Ghosn l'avait organisée le jour de ses 60 ans avec de l'argent de Renault. La presse ne liste pas les invités mais mentionne la diversité de leurs professions (politique, entreprises, cinéma, littérature, cuisine) en citant également, à titre d'exemples, Jeff Bezos, patron d’Amazon, le cuisinier Alain Ducasse, l’épouse de l’ancien premier ministre britannique Cherie Blair, ou encore l’écrivain franco-libanais Amin Maalouf, sans les questionner sur les motifs de leur présence.

### Mesures anti-Covid
En octobre, interrogé par Stéphane Carpentier dans RTL Soir sur le couvre-feu et les nouvelles mesures restrictives contre la  pandémie de Covid-19, il dénonce en Fabrice Luchini et Jean-Marie Bigard, qui venaient de faire de longues déclarations sur le sujet sans avoir de compétences sanitaires, « des affairistes de la mégalomanie », tout en rappelant qu'il a tout de même beaucoup d'admiration pour Fabrice Luchini. Il ironise en proposant de les nommer au gouvernement compte tenu de leurs avis catégoriques sur le sujet.

## Engagement
Lors de la campagne pour l'élection présidentielle de 2007, il soutient Ségolène Royal.
En septembre 2018, à la suite de la démission de Nicolas Hulot, il signe avec Juliette Binoche la tribune contre le réchauffement climatique intitulée « Le Plus Grand Défi de l'histoire de l'humanité », qui parait en une du journal Le Monde, avec pour titre L'appel de 200 personnalités pour sauver la planète.
Lors de l'élection présidentielle de 2022, il soutient la candidature d'Emmanuel Macron et assiste à la cérémonie d'investiture après la réélection du président.

## Filmographie

### Cinéma
Années 1980
- 1980 : Cocktail Molotov de Diane Kurys : Bruno
- 1980 : Le Cheval d'orgueil de Claude Chabrol : Pierre-Alain, le père
- 1982 : Les Fantômes du chapelier de Claude Chabrol : le journaliste
- 1982 : Coup de foudre de Diane Kurys : un militaire
- 1983 : L'Été meurtrier de Jean Becker : Mickey
- 1983 : Vive la sociale ! de Gérard Mordillat : Maurice Decques
- 1984 : Les Enragés de Pierre-William Glenn : Marc
- 1985 : Autour de minuit ('Round Midnight) de Bertrand Tavernier : François Borler
- 1985 : États d'âme de Jacques Fansten : Pierrot
- 1985 : Elsa, Elsa de Didier Haudepin : Ferdinand, adulte
- 1985 : Rue du départ, de Tony Gatlif : Paul Triana
- 1987 : Association de malfaiteurs  de Claude Zidi : Thierry
- 1988 : Chocolat de Claire Denis : Marc
- 1988 : Force majeure de Pierre Jolivet : Daniel
- 1988 : Une affaire de femmes de Claude Chabrol : Paul
- 1988 : Deux de Claude Zidi : Louis
- 1989 : Un tour de manège de Pierre Pradinas : AJ
- 1989 : Trop belle pour toi de Bertrand Blier : Pascal Chevassu
- 1989  : La Révolution française, de Robert Enrico : Camille Desmoulins

Années 1990
- 1991 : À demain de Didier Martiny : Gilles
- 1992 : Sexes faibles ! de Serge Meynard : Sébastien Sebastian
- 1992 : Olivier, Olivier d'Agnieszka Holland : Serge Duval
- 1992 : L'Instinct de l'ange de Richard Dembo : Ernest Devrines
- 1994 : Le Vent du Wyoming d'André Forcier : Chester
- 1994 : L'Enfer de Claude Chabrol : Paul Prieur
- 1994 : Prêt-à-porter de Robert Altman : l'assistant de Nina
- 1995 : Dialogue au sommet de Xavier Giannoli : Moser
- 1995 : French Kiss de Lawrence Kasdan : Bob
- 1995 : Le Hussard sur le toit de Jean-Paul Rappeneau : le médecin
- 1995 : Les Apprentis de Pierre Salvadori : Antoine
- 1996 : Enfants de salaud de Tonie Marshall : Sandro
- 1996 : Le Silence de Rak de Christophe Loizillon : Rak
- 1997 : Le Déménagement d'Olivier Doran : Claude
- 1997 : Rien ne va plus de Claude Chabrol : Maurice
- 1997 : La voie est libre de Stéphane Clavier : Jules
- 1998 : L'Examen de minuit de Danièle Dubroux : Antoine
- 1998 : Jaune revolver d'Olivier Langlois : Wielzky
- 1998 : Fin août, début septembre d'Olivier Assayas : Adrien
- 1998 : Dolce Farniente de Nae Caranfil : Stendhal

Années 2000
- 2002 : L'Adversaire de Nicole Garcia : Luc
- 2002 : Janis et John de Samuel Benchetrit : Walter Kingkate
- 2002 : France Boutique de Tonie Marshall : Olivier Mestral
- 2003 : Mais qui a tué Pamela Rose ? d'Éric Lartigau : Gibson
- 2003 : Quand je vois le soleil de Jacques Cortal : Pierre
- 2004 : Je suis un assassin de Thomas Vincent : Ben Castelano
- 2004 : La cloche a sonné de Bruno Herbulot : Jean
- 2005 : La Forteresse assiégée de Gérard Mordillat : Napoléon III
- 2006 : Quatre Étoiles de Christian Vincent : René
- 2006 : Ne le dis à personne de Guillaume Canet : Alexandre Beck
- 2007 : Ma place au soleil d'Éric de Montalier : Paul
- 2007 : La Vérité ou presque de Sam Karmann : Marc
- 2007 : Détrompez-vous de Bruno Dega : Lionel
- 2008 : Les Liens du Sang de Jacques Maillot : Gabriel
- 2008 : Paris de Cédric Klapisch : Philippe Verneuil
- 2009 : À l'origine de Xavier Giannoli : Philippe Miller
- 2009 : Le Dernier pour la route de Philippe Godeau : Hervé Chaballier

Années 2010
- 2010 : Blanc comme neige de Christophe Blanc : Maxime
- 2010 : Les Petits Mouchoirs de Guillaume Canet : Max Cantara
- 2011 : Mon père est femme de ménage de Saphia Azzeddine : Michel
- 2011 : L'art d'aimer d'Emmanuel Mouret : Achille
- 2011 : Intouchables d'Éric Toledano et Olivier Nakache : Philippe
- 2011 : Un monstre à Paris d'Éric Bergeron: Victor Maynott (voix)
- 2012 : Do Not Disturb d'Yvan Attal : Jeff
- 2013 : 11.6 de Philippe Godeau : Toni Musulin
- 2013 : En solitaire de Christophe Offenstein : Yann Kermadec
- 2014 : Une rencontre de Lisa Azuelos : Pierre
- 2015 : Un moment d'égarement de Jean-François Richet : Antoine
- 2016 : Médecin de campagne de Thomas Lilti : docteur Werner
- 2017 : La Mécanique de l'ombre de Thomas Kruithof : Duval
- 2017 : Eteros ego de Sotiris Tsafoulias : Marcel de Chaffe
- 2017 : L'École buissonnière de Nicolas Vanier : Totoche
- 2018 : Normandie nue de Philippe Le Guay : Georges Balbuzard
- 2018 : Le Collier rouge de Jean Becker : Lantier
- 2019 : Nous finirons ensemble de Guillaume Canet : Max Cantara

Années 2020
- 2020 : Poly de Nicolas Vanier : Victor
- 2020 : L'Incroyable Histoire de l'Île de la Rose de Sydney Sibilia : Jean-Baptiste Toma
- 2021 : L'Homme de la cave de Philippe Le Guay : Jacques Fonzic
- 2022 : La Brigade de Louis-Julien Petit : Lorenzo
- 2022 : Mascarade de Nicolas Bedos : Simon
- 2022 : Canailles de Christophe Offenstein : Antoine
- 2023 : Un métier sérieux de Thomas Lilti : Pierre
- 2025 : Fils de de Carlos Abascal Peiró : Lionel Perrin

### Télévision
- 1977 : Au théâtre ce soir : Madame Jonas dans la baleine de René Barjavel, mise en scène Max Fournel, réalisation Pierre Sabbagh, théâtre Marigny
- 1979 : Le Journal de Philippe Lefebvre : Hubert
- 1980 : Chère Olga de Philippe Condroyer : Jo
- 1981 : Le Gros Oiseau de Jean-Michel Ribes : Victor Lamberge
- 1981 : Le Boulanger de Suresnes de Jean-Jacques Goron : Richard Roux
- 1982 : Paris-Saint-Lazare de Marco Pico : Pierre
- 1983 : Julien Fontanes, magistrat, série télévisée (1 épisode)
- 1983 : Un manteau de chinchilla de Claude Othnin-Girard : Gérard
- 1983 : Pablo est mort de Philippe Lefebvre : Léonard
- 1984 : Le Bout du lac de Jean-Jacques Lagrange : Julien
- 1984 : La Mèche en bataille de Bernard Dubois
- 1984 : Manipulations de Marco Pico : Julien
- 1984 : Aveugle, que veux-tu ? de Juan Buñuel : Robert Nolan
- 1988 : Sueurs froides, série télévisée (1 épisode)
- 1993 : Lucas de Nadine Trintignant : Lucas, adulte
- 1996 : L'Huile sur le feu de Jean-Daniel Verhaeghe : Collard
- 1998 : Le Goût des fraises de Frank Cassenti : Serge
- 2000 : L'Algérie des chimères de François Luciani : père Enfantin
- 2000 : Les Enfants du printemps de Marco Pico : François
- 2001 : Un mois à nous de Denys Granier-Deferre : Vincent
- 2002 : La Famille Guérin, série télévisée : Julien Guérin
- 2005 : Vénus et Apollon, série télévisée (1 épisode) : Olivier
- 2011 : Illegal Love de Julie Gali (Voix)
- 2015 : D-Day, Normandie 1944, documentaire de Pascal Vuong : voix du narrateur
- 2018 : Mélancolie ouvrière de Gérard Mordillat : Pierre Baud

## Théâtre
- 1976 : Pour cent briques, t'as plus rien... de Didier Kaminka, mise en scène Henri Garcin, théâtre La Bruyère
- 1978 : Haute Surveillance de Jean Genet, mise en scène Claude Mathieu
- 1979 : Le Gros Oiseau de Jean Bouchaud, mise en scène Jean-Michel Ribes
- 1980 : La Double Inconstance de Marivaux, mise en scène Alain Françon, Bonlieu Espace 300, Annecy
- 1983 : Lulu de Frank Wedekind, mise en scène André Engel, Bataclan
- 1990: Y'a pas que les chiens qui s'aiment de et avec Marie Trintignant et François Cluzet, théâtre national de Chaillot
- 1992 : Belgicae d'Anita Van Belle, mise en scène Pierre Pradinas, lecture Festival d'Avignon
- 1999 : Jacques et Mylène de Gabor Rassov, mise en scène Pierre Pradinas, théâtre de la Gaîté-Montparnasse
- 2025 : Encore une journée divine de Denis Michelis, mise en scène Emmanuel Noblet, Théâtre des Bouffes-Parisiens

## Distinctions

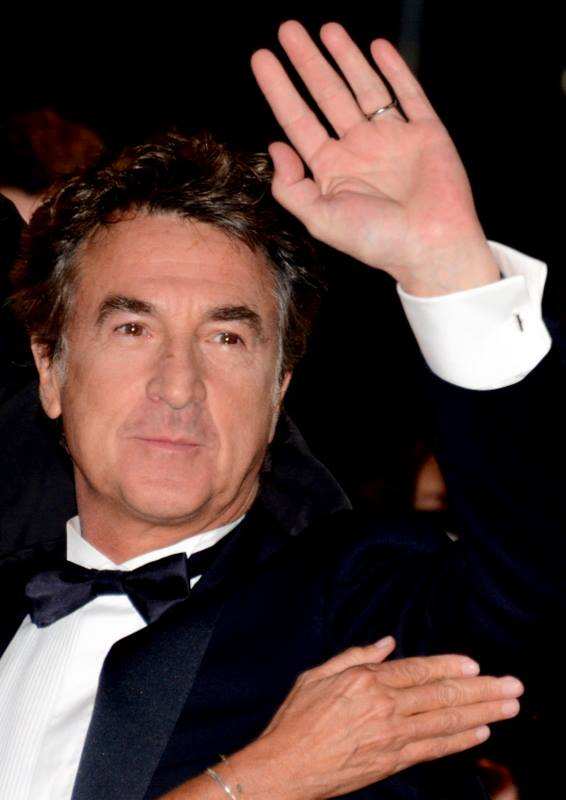
L'acteur aux Césars 2014.

### Récompenses
- Prix Jean-Gabin 1984
- César 2007 : César du meilleur acteur pour Ne le dis à personne
- Étoiles d'or 2007 : premier rôle masculin pour Ne le dis à personne
- Globe de cristal 2007 : Meilleur acteur pour Ne le dis à personne
- Étoiles d'or 2010 : premier rôle masculin pour À l'origine

### Nominations
- César 1984 : César du meilleur espoir masculin pour Vive la sociale !
- César 1984 : César du meilleur acteur dans un second rôle pour L'Été meurtrier
- César 1990 : César du meilleur acteur dans un second rôle pour Force majeure
- César 1996 : César du meilleur acteur pour Les Apprentis
- César 2003 : César du meilleur acteur dans un second rôle pour L'Adversaire
- Lumières 2007 : Lumière du meilleur acteur pour Ne le dis à personne
- César 2007 : César du meilleur acteur dans un second rôle pour Quatre étoiles
- César 2010 : César du meilleur acteur pour Le Dernier pour la route
- Lumières 2010 : Lumière du meilleur acteur pour À l'origine
- César 2010 : César du meilleur acteur pour À l'origine
- César 2012 : César du meilleur acteur pour Intouchables
- César 2017 : César du meilleur acteur pour Médecin de campagne